# Valentina Enachi
Valentina Enachi (uneori scris și Enaki; n. 15 februarie 1966, Chișinău, RSS Moldovenească, URSS) este o fostă atletă din Republica Moldova, specializată în proba de maraton.

## Carieră
Sportiva a participat la campionatele URSS din 1989. Anul următor a obținut locul trei la maratonul de la Roma. Apoi a câștigat maratoanele de la Heraklion (1991) și Poitiers (1994). În anul 1995 a participat la maratoanele de la Paris (locul 5) și Boston (locul 15) și la Campionatul Mondial de Semimaraton unde s-a clasat pe locul 20. În luna octombrie a câștigat maratonul de la Lausanne cu timpul de 2:33:35.
La maratonul de la Boston din 1996 atleta a ocupat locul zece. În același an a participat la Jocurile Olimpice. La Atlanta s-a clasat pe locul 42, dar ulterior ea a fost descalificată deoarece nu a fost înscrisă în lista oficială de start. Anul următor a câștigat maratonul de la Lyon cu timpul de 2:31:22.
În anul 2000 Valentina Enachi a obținut locul cinci la maratonul de la Paris și s-a calificat pentru Jocurile Olimpice dar la Sydney a trebuit să abandoneze. Atleta, care s-a stabilit în Franța, a mai câștigat maratoanele de la Lausanne (2001), La Rochelle (2001 și 2002) și Mont Saint-Michel.
Sportiva a stabilit în 1995 recordul național la semimaraton, cu timpul de 1:12:25. Performanța ei a rezistat aproape 23 de ani, până când Lilia Fisikovici a alergat 1:10:45 în 2018.

## Realizări
| An                             | Competiție                         | Locație                        | Loc | Eveniment   | Note    |
| ------------------------------ | ---------------------------------- | ------------------------------ | --- | ----------- | ------- |
| Reprezentând Uniunea Sovietică |                                    |                                |     |             |         |
| 1986                           | Maraton                            | Ujhorod, Uniunea Sovietică     | 24  | maraton     | 2:49:29 |
| 1989                           | Campionatul Uniunii Sovietice      | Bila Țerkva, Uniunea Sovietică | 18  | maraton     | 2:50:42 |
| 1990                           | Romatona                           | Roma, Italia                   | 3   | maraton     | 2:39:40 |
| Reprezentând Republica Moldova |                                    |                                |     |             |         |
| 1991                           | Vardinoyannios                     | Heraklion, Grecia              | 1   | maraton     | 2:50:37 |
| 1992                           | Riga Marathon                      | Riga, Letonia                  | 2   | maraton     | 2:51:48 |
| 1993                           | Mars Budapest                      | Budapesta, Ungaria             | 4   | maraton     | 3:09:27 |
| 1994                           | Futuroscope                        | Poitiers, Franța               | 1   | maraton     | 2:33:22 |
| 1995                           | Paris Marathon                     | Paris, Franța                  | 5   | maraton     | 2:37:04 |
| 1995                           | Boston Marathon                    | Boston, Statele Unite          | 15  | maraton     | 2:38:15 |
| 1995                           | Campionatul Mondial de Semimaraton | Belfort, Franța                | 20  | semimaraton | 1:13:06 |
| 1995                           | Lausanne Marathon                  | Lausanne, Elveția              | 1   | maraton     | 2:33:35 |
| 1996                           | Boston Marathon                    | Boston, Statele Unite          | 10  | maraton     | 2:33:58 |
| 1996                           | Jocurile Olimpice                  | Atlanta, Statele Unite         | –   | maraton     | DS      |
| 1996                           | Puteaux Marathon                   | Puteaux, Franța                | 2   | maraton     | 2:33:35 |
| 1997                           | Lyon Marathon                      | Lyon, Franța                   | 1   | maraton     | 2:31:22 |
| 1998                           | Los Angeles Marathon               | Los Angeles, Statele Unite     | 6   | maraton     | 2:37:24 |
| 1999                           | Campionatul Mondial de Semimaraton | Palermo, Italia                | –   | semimaraton | NS      |
| 2000                           | Paris Marathon                     | Paris, Franța                  | 5   | maraton     | 2:33:28 |
| 2000                           | Jocurile Olimpice                  | Sydney, Australia              | –   | maraton     | NT      |
| 2001                           | Lausanne Marathon                  | Lausanne, Elveția              | 1   | maraton     | 2:39:43 |
| 2001                           | La Rochelle Marathon               | La Rochelle, Franța            | 1   | maraton     | 2:35:42 |
| 2002                           | Mont Saint-Michel Marathon         | Mont Saint-Michel, Franța      | 1   | maraton     | 2:30:46 |
| 2002                           | Reims Marathon                     | Reims, Franța                  | 4   | maraton     | 2:38:23 |
| 2002                           | La Rochelle Marathon               | La Rochelle, Franța            | 1   | maraton     | 2:38:55 |

## Recorduri personale
| Probă       | Performanță | Dată              | Locație           |
| ----------- | ----------- | ----------------- | ----------------- |
| Semimaraton | 1:12:25     | 21 mai 1995       | Pantin            |
| Maraton     | 2:30:46 *   | 16 iunie 2002     | Mont Saint-Michel |
| Maraton     | 2:31:22     | 26 octombrie 1997 | Lyon              |

* neoficial